# Géant (chanson)
Pour les articles homonymes, voir Géant.
Singles de Alain Chamfort
Manureva
(1979) Palais Royal
(1980)
Géant est une chanson écrite par Jean-Michel Rivat, composée par Alain Chamfort et Jean-Noël Chaléat et interprétée par Alain Chamfort sur l'album Poses en 1979 et paru en deuxième single en 1980.
Cette chanson, écrite par Jean-Michel Rivat, vieux complice du chanteur de Manureva, au début des années 1970 depuis les années Flèche, est inspirée par Clémentine, la fille d'Alain Chamfort née en mai 1977.
Elle connaîtra un accueil public favorable (plus de 150 000 exemplaires du single vendus) et deviendra l'un des classiques du chanteur.

## Classement
| Classement (1980) | Meilleure place |
| ----------------- | --------------- |
| France (IFOP)     | 17              |